# ماسانوري إيشي
ماسانوري إيشي (باليابانية: 石井 正則) هو ممثل هزلي ‏ وممثل ياباني، ولد في 21 مارس 1973 بيوكوهاما في اليابان.

## وصلات خارجية
- ماسانوري إيشي على موقع IMDb (الإنجليزية)
- ماسانوري إيشي على موقع أول موفي (الإنجليزية)
- ماسانوري إيشي على موقع قاعدة بيانات الفيلم (الإنجليزية)
- ماسانوري إيشي على موقع كينوبويسك (الروسية)
- ماسانوري إيشي على موقع ANN person (الإنجليزية)